# Головко Юрій Петрович
Головко Юрій Петрович (нар. 4 серпня 1948, Нікополь, Дніпропетровська область, Україна) — український державний та політичний діяч, народний депутат України 1-го скликання

## Біографія
Народився у родині робітників.
Освіта середня спеціальна, технік-електромеханік, закінчив Дніпропетровський технікум залізничного транспорту.
У 1965—1967 роках — токар Нікопольського локомотивного депо Придніпровської залізниці Дніпропетровської області.
У 1967—1969 роках — служба в Радянській армії.
З 1969 року — помічник машиніста, машиніст локомотива Нікопольського локомотивного депо Дніпропетровської області.
18.03.1990 року обраний народним депутатом України, 2-й тур, 50,97% голосів, 5 претендентів. Входив до груп «Злагода-Центр», «Промисловці». Член Комісії ВР України у питаннях екології та раціонального природокористування.
З 1994 року — помічник головного ревізора з безпеки руху поїздів і автотранспорту України.

## Нагороди
- орден «За заслуги» III ступеня (12.1997)[3].